# Potamochoerus porcus
Il potamochero (Potamochoerus porcus, Linnaeus 1758), noto anche come potamochero rosso o potamochero dai ciuffetti (da non confondere con P. larvatus, anch'esso noto come "potamocero"), è una specie selvatica della famiglia dei suini, originaria dell'Africa, il cui areale si estende principalmente nelle foreste della Guinea e del Congo. Viene raramente avvistato lontano dalle foreste pluviali e generalmente preferisce le aree vicino ai fiumi e alle paludi. Il suo nome inglese è red river hog.

## Descrizione

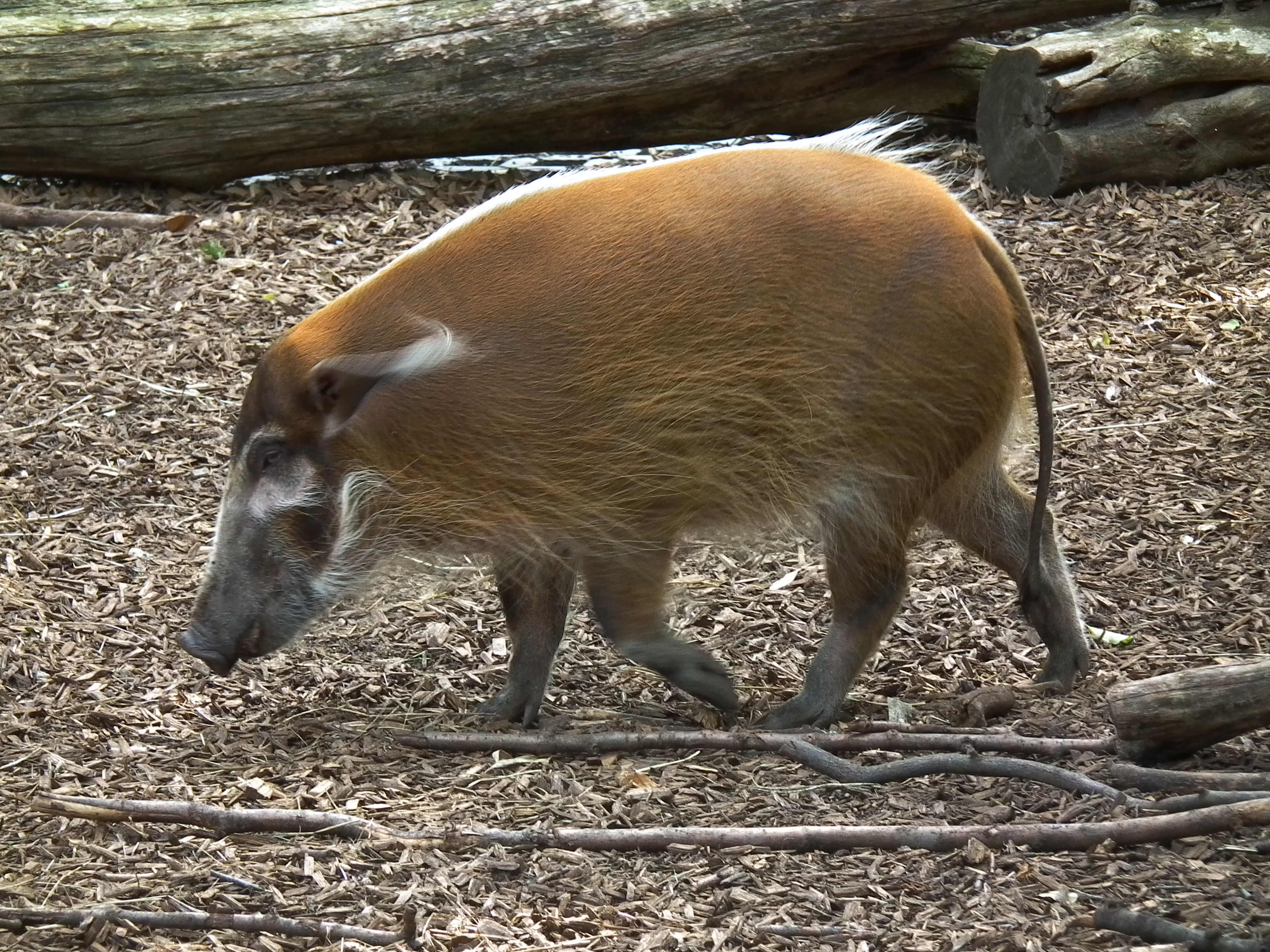
Una femmina, nel Landau Zoo, Germania

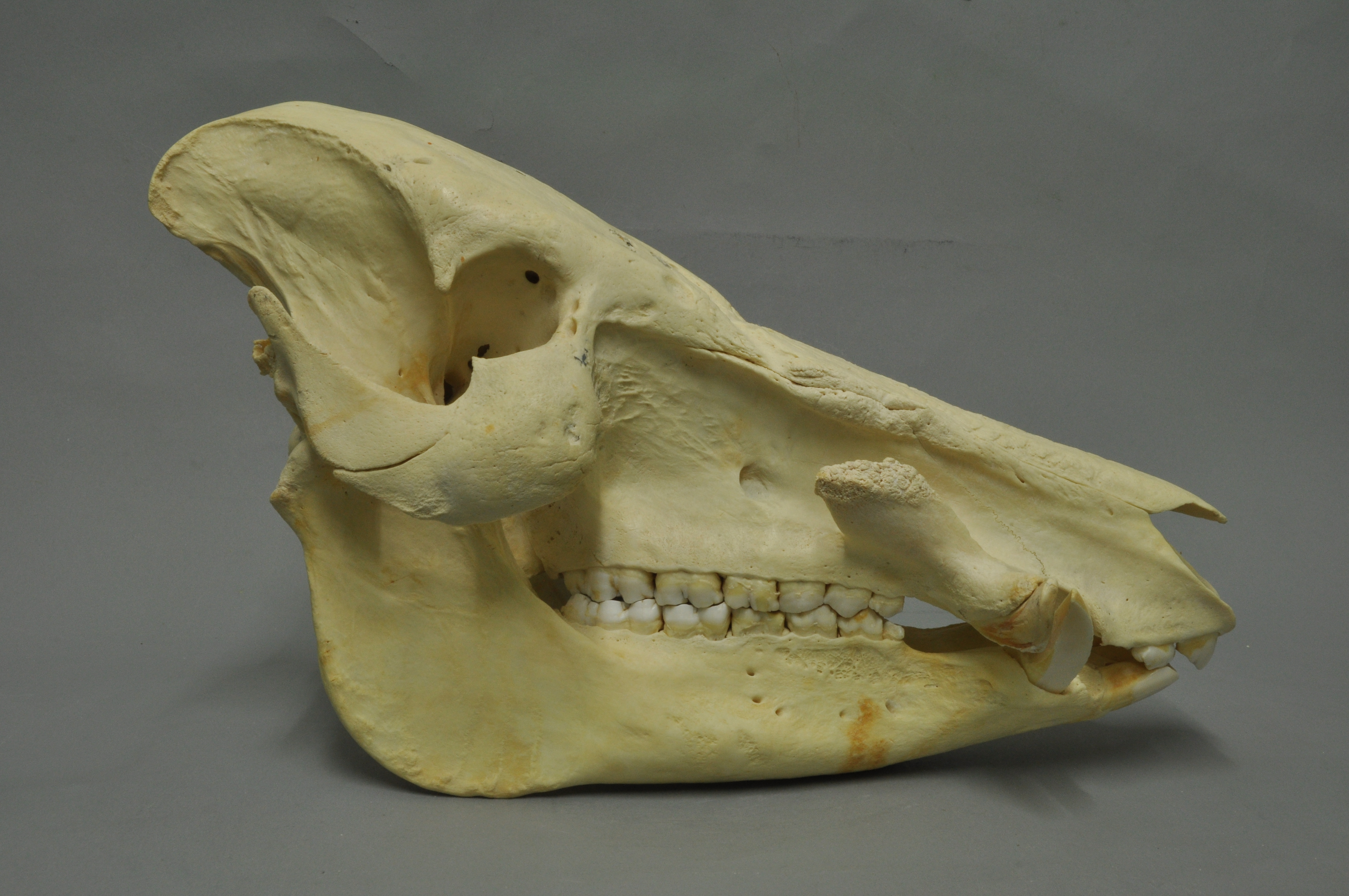
Cranio

Il potamochero dai ciuffetti presenta una pelliccia che va dall'arancio al bruno-rossastro, con zampe nere e una striscia bianca a ciuffi che corre lungo la schiena. Gli adulti hanno una sorta di maschera bianca intorno agli occhi, sulle guance e sulla mandibola; il resto del muso e del volto sono di un nero contrastante. Lungo la mandibola e le guance si trovano dei peli bianchi più lunghi, che nei maschi formano dei ciuffi particolarmente prominenti ai lati del volto. A differenza di altre specie di suini selvatici originari dell'Africa tropicale, l'intero corpo è ricoperto di pelo.
Gli adulti pesano da 45 a 115 kg (da 99 a 254 libbre), raggiungono un'altezza al garrese di 55-80 centimetri (22-31 pollici), ed una lunghezza di 100-145 centimetri (39-57 pollici). La coda è sottile e lunga da 30 a 45 centimetri (da 12 a 18 pollici) e termina con in un ciuffo di peli neri. Anche le orecchie presentano dei lunghi ciuffetti di peli bianchi o neri, che possono raggiungere anche i 12 centimetri. I verri sono un po' più grandi delle scrofe e hanno distinte protuberanze coniche su entrambi i lati del muso e zanne piuttosto piccole e affilate. Le protuberanze facciali sono ossute e probabilmente proteggono i tendini facciali dell'animale durante i combattimenti testa a testa con altri maschi.
La formula dentale del potamochero dai ciuffetti è simile a quella dei cinghiali. Entrambi i sessi hanno ghiandole odorose vicino agli occhi e ai piedi; i maschi hanno ghiandole aggiuntive vicino alle zanne sulla mascella e sul pene. C'è anche una caratteristica struttura ghiandolare di circa 2 centimetri (0,79 pollici) di diametro sul mento, che probabilmente ha una funzione tattile. Le femmine hanno sei mammelle.
Il Potamochoerus porcus è strettamente imparentato con il Potamochoerus larvatus.

## Biologia

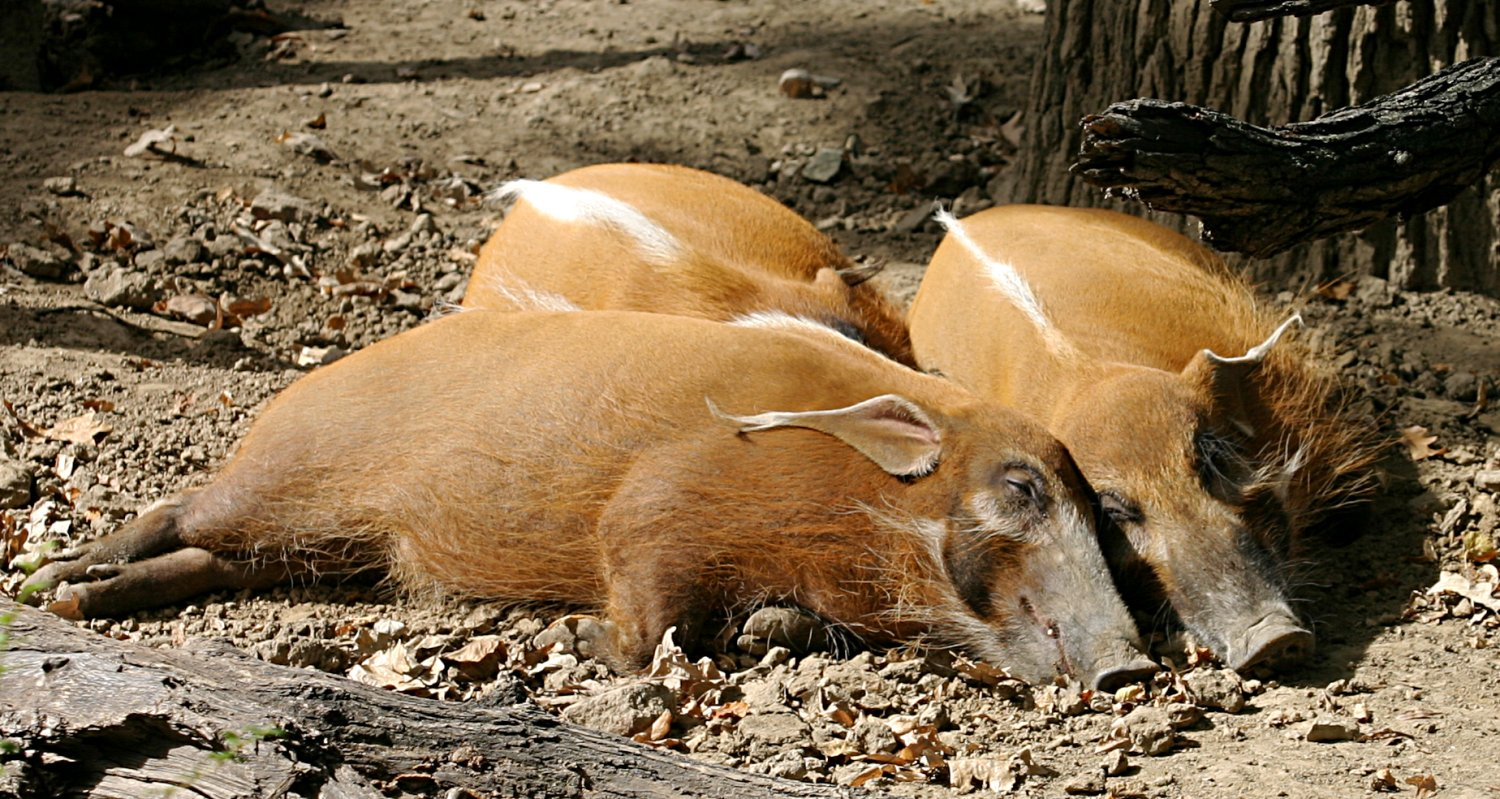
Un gruppo di potamocheri all'Henry Doorly Zoo

I potamocheri dai ciuffetti sono spesso attivi durante il giorno, ma sono principalmente animali notturni o crepuscolari. Vivono solitamente in piccoli gruppi di circa 6-10 individui, composti da un solo maschio adulto e da un certo numero di femmine adulte e dai loro piccoli. Tuttavia, sono stati avvistati anche gruppi molto più grandi, che contavano ben più di 30 individui, in habitat particolarmente favorevoli alla proliferazione della specie. Il maschio difende il suo harem in modo molto aggressivo dai predatori, essendo i leopardi una delle minacce più comuni.
I vari individui del gruppo comunicano tra di loro quasi continuamente con grugniti e strilli con un vasto repertorio di suoni per segnalare allarme, angoscia o contatto passivo.

### Dieta
La specie è onnivora, nutrendosi principalmente di radici e tuberi, ed integrando la sua dieta con frutta, erbe, felci, uova, resti di piante e animali morti, insetti e piccoli vertebrati. Per cercare il cibo usa il robusto muso per scandagliare il terreno, usando poi le zanne ed le zampe anteriori per scavare e raggiungere il cibo. Tuttavia, questo loro comportamento può causare danni alle colture agricole, come la manioca e le patate dolci.

### Riproduzione

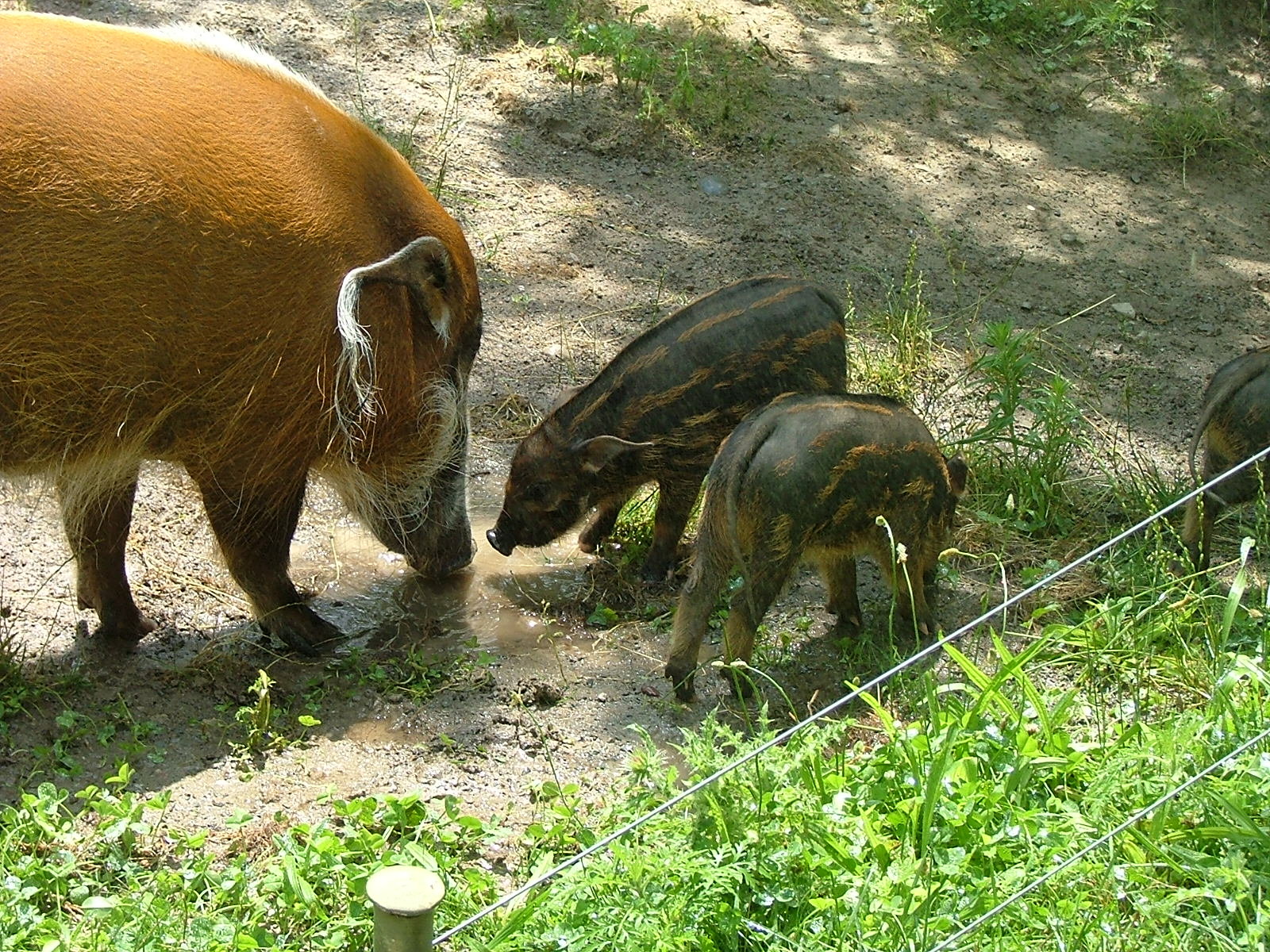
Una femmina si abbevera con i piccoli

I potamocheri dai ciuffetti si riproducono stagionalmente, in modo che i giovani nascano tra la fine della stagione secca, a febbraio, e il punto medio della stagione delle piogge, a luglio. Il ciclo estrale dura dai 34 ai 37 giorni. Il maschio lecca la regione genitale della femmina prima dell'accoppiamento, che dura dai cinque ai dieci minuti. La gestazione dura circa 120 giorni.
La madre costruisce un nido con foglie morte ed erba secca prima di dare alla luce una cucciolata di un massimo di 6 maialini, sebbene numeri più bassi come 3 o 4 siano più comuni. Alla nascita i maialini pesano dai 650 a 900 grammi (da 23 a 32 once), e inizialmente hanno una pelliccia marrone scuro con strisce e macchie giallastre. I piccoli vengono svezzati dopo circa quattro mesi, e sviluppano il mantello rossastro adulto dopo circa sei mesi; i segni scuri del viso non compaiono fino a quando non raggiungono l'età adulta a circa 2 anni. In natura questi animali possono vivere circa 15 anni.

## Distribuzione e habitat

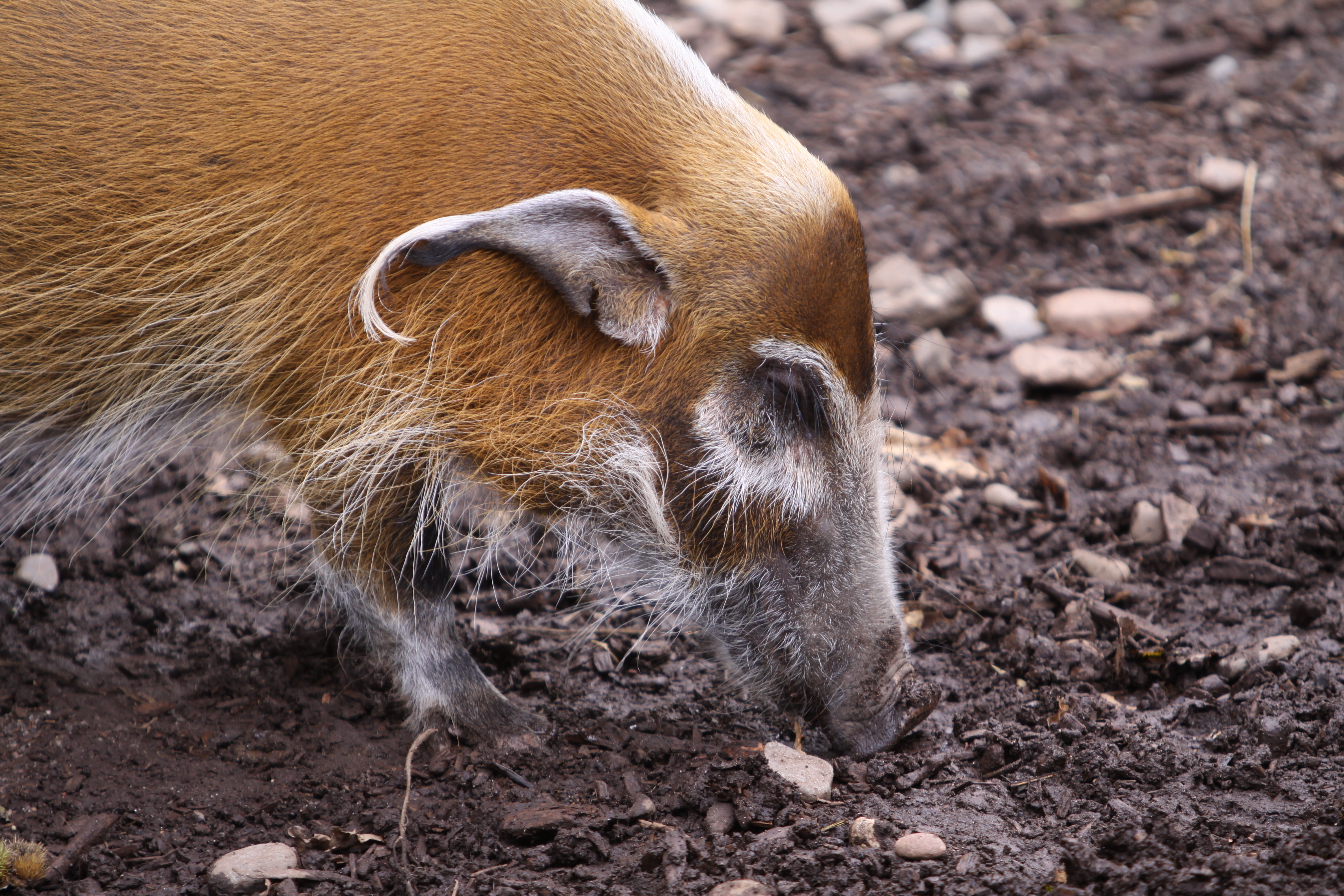
Potamochero al Durrell Wildlife Park, Jersey

Il potamochero dai ciuffetti abita prevalentemente le foreste pluviali, savane umide e boscose e valli boscose vicino a fiumi, laghi e paludi. L'areale di questa specie spazia dall'area del Congo e Gambia al Congo orientale, a sud fino al Kasai e al fiume Congo. L'esatta delineazione del suo areale rispetto a quella del potamochero (Potamochoerus larvatus) non è chiara; ma in termini generali, il potamochero dai ciuffetti occupa l'Africa occidentale e centrale mentre il potamochero occupa l'Africa orientale e meridionale. Quando le due specie si incontrano dove il loro areale si sovrappone, è possibile che si possano verificare degli incroci, anche se alcuni autori contestano questa possibilità. Sebbene in passato siano state identificate numerose sottospecie, attualmente nessuna di esse è riconosciuta.